# Национална галерија у Парми
Национална галерија у Парми (итал. Galleria nazionale di Parma) је италијанска уметничка галерија у граду Парми. 
Галерија поседује дела: Коређа, Себастијана дел Пјомба, Гверчина, Леонарда да Винчија, Пармиђанина, Лудовика Карачија, Агостина Карачија, Тинторета, Ел Грека и других сликара. 

## Историја
Уметничка колекција у Парми створена је у време Ренесансе. Оснивачи су јој чланови породице Фарнезе, папа Павле III и кардинал Алесандро Фарнезе. Године 1734. већина колекције је премештена у Напуљ. Данашња збирка је смештена у Палати дела Пилота (итал. Palazzo della Pilotta). 

## Галерија
- Леонардо да Винчи: Глава жене (итал. La Scapigliata, 1508)
- Коређо: Мучеништво четири светца (око 1524)
- Ханс Холбајн Млађи: Портрет Еразма Ротердамског (око 1530)
- Пармиђанино: Турска робиња (око 1533)
- Ел Греко: Христ лечи слепог човека (око 1570-1575)